# 24907 Альфредхаар
24907 Альфредхаар (1997 CO4, 1999 UB48, 24907 Alfredhaar) — астероїд головного поясу, відкритий 4 лютого 1997 року.
Тіссеранів параметр щодо Юпітера — 3,486.